# Omineus incanus
Omineus incanus es una especie de coleóptero de la familia Mycteridae.

## Distribución geográfica
Habita en Singapur.